# Hov1
Hov1 (uttalas Hovet) är en svensk hiphopgrupp som bildades 2015 av medlemmarna Noel Flike, Ludwig Kronstrand (The Nowhere Boy), Dante Lindhe och Axel Liljefors Jansson (Jiggy) Den 25 februari 2025 meddelade Hov1 att de planerar att lägga ner 2025.

## Historia

### 2015–2016
I oktober 2015 släppte gruppen sin första singel "Hur kan du säga saker".
Året därpå släpptes singlarna "Kärleksbrev", "Ska vi?" och "Hjärtslag". Den sistnämnda hamnade direkt på plats 13 på Spotify-topplistan i Sverige. Hov1 fick under sommaren 2016 sitt genombrott med spelningar på bland annat Emmabodafestivalen, Storsjöyran och HudikKalaset. De var även det mest önskade bandet att spela på Rockbjörnen. Gruppen har ett skivkontrakt med Universal Music Sweden.

### 2017
Den 28 januari 2017 släpptes gruppens femte singel "Gråzon" som fort blev en hit på Spotify. Singeln har streamats över 17 miljoner gånger vilket innebär att singeln har sålt trippel platina.
Under våren 2017 (3 februari till 4 mars) åkte gruppen på sin första turné, "Abbey Road Tour", med spelningar i städer som bland annat Göteborg, Stockholm och Malmö. Hov1 hade konsert på Gröna Lund den 5 maj 2017 som sågs av 17 000 personer.
Den 28 april 2017 släppte gruppen sitt debutalbum Hov1 som har över 75 miljoner streams, har legat 1:a på Sverigetopplistan i åtta veckor och sålt både guld och platina. Totalt har albumet legat i topp 10 på Sverigetopplistan i 31 veckor.[källa behövs] Albumet har nio spår, varav tre släppts som singlar tidigare ("Hjärtslag", "Gråzon", "Gift"). Samtliga singlar har sålt trippel platina, det vill säga mer än 15,6 miljoner streams.[källa behövs]
Den 27 maj 2017 påbörjade de sin andra turné i Furuvik, "Almost Famous Tour", som avslutades den 12 augusti 2017 i Sunne.[källa behövs]
Den 15 augusti 2017 tog gruppen emot sitt första pris på den svenska musikgalan Rockbjörnen. De var nominerade i fyra kategorier, vilket gav dem flest nomineringar tillsammans med Håkan Hellström. Gruppen tilldelades priset i kategorin "Årets Genombrott".
Den 3 november 2017 släppte de sin sjunde singel "Pari" i samarbete med den svenska hiphop-artisten Jireel. Låten gick direkt upp på andra plats på topplistan i Sverige och fick under första dygnet över 200 000 streams på Spotify. Tre dygn efter släppet gick den upp på första platsen på den svenska topplistan på Spotify, något gruppen inte hade lyckats med innan.[källa behövs]

### 2018
År 2018 fick gruppen två priser på P3 Guld, i kategorierna "Årets grupp" samt "Guldmicken" för årets liveakt.
Den 6 april samma år släppte de sitt andra album, Gudarna på Västerbron. Alla elva låtar på albumet gick in topp 30 på Spotify, lägsta placeringen blev nummer 26. Albumet fick över 1,6 miljoner streams de första 24 timmarna.
Den 6 april inleddes även bandets tredje turné "Until Next Time Tour" med att de spelade på Annexet i Stockholm. Turnén bestod av tre konserter, en i Liseberghallen i Göteborg den 20 april och den avslutades i Baltiska Hallen i Malmö den 5 maj. Den 1 juni inleddes deras fjärde turné, "Gudarna på Västerbron". Den började på Brännbollsyran i Umeå den 1 juni och avslutades i Huskvarna den 31 augusti.
Den 20 juli släppte bandet covern "Still", som är en cover av Seinabo Sey, och "Hon dansar vidare i livet pt.2". Den 22 augusti släpptes låten "Auf wiedersehen".
Under 2018 spelade bandet i Finland, Norge och på Åland. Den 27 oktober var de huvudakt på FallOut i Linköping, där även artister som Jireel, Victor Leksell och Amwin spelade.

### 2019
Gruppen var inför P3 Guld 2019 nominerad i tre kategorier, och fick under galan pris i alla tre: Guldmicken, Årets grupp samt Årets låt (för "Hon dansar vidare i livet"). Den 29 mars släppte bandet låten "Vindar på Mars" som dagen därpå hamnade på första plats på Spotify Sverigetopplistan. Den 18 april släppte bandet låten "Dö ung". Den 17 maj släppte gruppen sitt tredje album ”Vindar på Mars”, som innehåller låten ”Hornstullsstrand” som är ett samarbete med den svenska sångaren Veronica Maggio. I augusti 2019 vann de tre priser på Rockbjörnen: Årets Grupp, Årets Livekonsert samt Årets fans. De var även nominerade i kategorin Årets svenska låt för låtarna "Dö Ung" samt "Vindar På Mars". Under hösten turnerade de i Sverige och Finland.

### 2020
Den 10 januari släpptes albumet Montague. Under februari och mars bjöd de på gratiskonserter i Sundsvall, Malmö, Göteborg, Jönköping, Växjö och Stockholm.

### 2021
Den 15 januari släpptes låten "Barn av vår tid" som även för första gången kom med en tillhörande musikvideo. 5 mars släppte gruppen låten "Gamora" tillsammans med rapparen Einár.
Den 20 mars fick gruppen priset "Årets Grupp" på P3 Guld.
7 maj släpptes singeln "Tokken" där Dree Low medverkar. Den 1 oktober släppte de albumet Barn av vår tid med tidigare släppta låtar som ”Barn av vår tid, ”Tokken”, ”Gamora” och ”Hit the club”. Albumet fick svag kritik av Aftonbladet, Göteborgs-Posten, samt Gaffa. Dagens Nyheter var mer positiva till albumet och gav det 4 i betyg.

### 2022
Under året 2022 släpptes fem singlar "30 personer (tillsammans med artisten Elias Hurtig)", "Två steg från helvetet", "Alla våra minnen", "FREE SMOKE" och "nåt i vattnet.

### 2025
Hov1 släppte nyheten att de lägger ner den 25 februari via ett meddelande på sin instagram. I samband med det annonserade bandet att de skulle göra sin sista turné under sommaren 2025. Den 23 juli meddelar Hov1 att deras två sista spelningar, som skulle genomförts på Stadion och Zinkensdamms IP, slås ihop till en spelning den 29 augusti. Denna spelning kommer att hållas på Gärdet i Stockholm. Anledningen till denna ändring var för att bandet ville samla alla sina fans i en sista stor spelning. Detta medför också att Hov1 har chansen att slå rekordet för flest antal åskådare på en konsert i Stockholm som just nu ligger på 52 000 personer och hålls av Metallica.

## Diskografi

### Studioalbum
| År   | Titel                                   | Listplac.      | Information             |
| År   | Titel                                   | SWE            | Information             |
| ---- | --------------------------------------- | -------------- | ----------------------- |
| 2017 | Hov1                                    | 1 (178 veckor) | Släppt: 28 april 2017   |
| 2018 | Gudarna på Västerbron                   | 1 (157 veckor) | Släppt: 6 april 2018    |
| 2019 | Vindar på Mars                          | 1 (102 veckor) | Släppt: 17 maj 2019     |
| 2020 | Montague                                | 1 (65 veckor)  | Släppt: 10 januari 2020 |
| 2021 | Barn av vår tid                         |                | Släppt: 1 oktober 2021  |
| 2024 | Jag önskar jag brydde mig mer (disc 1)  | 1              | Släppt: 10 maj 2024     |
| 2024 | ...men det gör jag egentligen (disc: 2) |                | Släppt: 30 augusti 2024 |

### Singlar
| År   | Titel Album                                                   | Listplac.      | Information/ datum                                          |
| År   | Titel Album                                                   | SWE            | Information/ datum                                          |
| ---- | ------------------------------------------------------------- | -------------- | ----------------------------------------------------------- |
| 2015 | "Hur kan du säga saker"                                       | 66 (2 veckor)  | Släppt: 15 oktober 2015                                     |
| 2016 | "Kärleksbrev"                                                 | 56 (5 veckor)  | Släppt: 7 mars 2016                                         |
| 2016 | "Ska vi?"                                                     | 88 (1 vecka)   | Släppt: 2 juni 2016                                         |
| 2016 | "Hjärtslag" Hov1                                              | 14 (8 veckor)  | Släppt: 21 oktober 2016                                     |
| 2017 | "Gråzon" Hov1                                                 | 11 (31 veckor) | Släppt: 28 januari 2017                                     |
| 2017 | "Gift" Hov1                                                   | 6 (23 veckor)  | Släppt 21 april 2017                                        |
| 2017 | "Pari" med Jireel Gudarna på Västerbron                       | 1 (40 veckor)  | Släppt: 3 november 2017                                     |
| 2018 | "Heartbreak" Gudarna på Västerbron                            | 6 (11 veckor)  | Släppt: 9 februari 2018                                     |
| 2018 | "Gudarna på Västerbron" Gudarna på Västerbron                 | 4 (16 veckor)  | Släppt: 16 mars 2018                                        |
| 2018 | "Hon dansar vidare i livet" Gudarna på Västerbron             | 1 (80 veckor)  | Släppt: 30 mars 2018                                        |
| 2018 | "Still"                                                       | 1 (21 veckor)  | Släppt: 20 juli 2018 Spelat in på Spotify Studios Stockholm |
| 2018 | "Hon dansar vidare i livet PT. 2"                             | 13 (3 veckor)  | Släppt: 20 juli 2018 Spelat in på Spotify Studios Stockholm |
| 2018 | "Auf wiedersehen" Gudarna på Västerbron                       | 1 (22 veckor)  | Släppt: 22 augusti 2018                                     |
| 2019 | "Vindar på Mars" Vindar på Mars                               | 1 (24 veckor)  | Släppt: 29 mars 2019                                        |
| 2019 | "Dö ung" Vindar på Mars                                       | 4 (24 veckor)  | Släppt: 18 april 2019                                       |
| 2019 | "Ma Chérie" Vindar på Mars                                    | 5 (6 veckor)   | Släppt: 10 maj 2019                                         |
| 2020 | "När jag ser dig"                                             | 2 (30 veckor)  | Släppt: 25 september 2020                                   |
| 2020 | "Långt bort härifrån"                                         | 2 (25 veckor)  | Släppt: 6 november 2020                                     |
| 2021 | "Barn av vår tid" Barn av vår tid                             | 1 (16 veckor)  | Släppt: 15 januari 2021                                     |
| 2021 | "Gamora" med Einár Barn av vår tid                            | 1 (9 veckor)   | Släppt: 5 mars 2021                                         |
| 2021 | "Tokken" med Dree Low Barn av vår tid                         |                | Släppt: 7 maj 2021                                          |
| 2021 | "Blå"                                                         |                | Släppt: 4 juni 2021                                         |
| 2021 | "Flickorna i Båstad"                                          |                | Släppt: 16 juli 2021                                        |
| 2021 | "Hit the Club" Barn av vår tid                                |                | Släppt: 20 augusti 2021                                     |
| 2021 | "Räkna dagar"                                                 |                | Släppt: 1 oktober 2021                                      |
| 2022 | "30 personer" med Elias Hurtig                                |                | Släppt: 21 januari 2022                                     |
| 2022 | "Två steg från helvetet"                                      |                | Släppt: 25 februari 2022                                    |
| 2022 | "Alla våra minnen"                                            |                | Släppt: 22 april 2022                                       |
| 2022 | "FREE SMOKE"                                                  |                | Släppt: 26 augusti 2022                                     |
| 2022 | "Nåt i vattnet"                                               |                | Släppt: 14 oktober 2022                                     |
| 2023 | "Lilla B" Jag önskar jag brydde mig mer                       |                | släppt: 24 mars 2023                                        |
| 2023 | "Grät"                                                        |                | Släppt: 12 maj 2023                                         |
| 2023 | "Vibe Check"                                                  |                | Släppt: 11 augusti 2023                                     |
| 2023 | "Saudade" med Håkan Hellström                                 |                | Släppt: 8 september 2023                                    |
| 2023 | "När lyktorna tänds" Spelat in på Spotify Studios Stockholm   |                | Släppt: 20 oktober 2023                                     |
| 2024 | "30 under 30"                                                 |                | Släppt: 9 februari 2024                                     |
| 2024 | "Jag önskar jag brydde mig mer" Jag önskar jag brydde mig mer |                | Släppt: 29 mars 2024                                        |
| 2024 | "Försent" med Seinabo Sey ...men det gör jag egentligen       |                | Släppt: 19 juli 2024                                        |
| 2024 | "Tårarnas spår" ...men det gör jag egentligen                 |                | Släppt: 2 augusti 2024                                      |
| 2025 | "Räddare i nöden"                                             |                | Släppt: 28 mars 2025                                        |
| 2025 | "Suddiga tankar"                                              |                | Släppt: 23 maj 2025                                         |
| 2025 | "2CB"                                                         |                | Släppt: 6 juni 2025                                         |

## Utmärkelser
- 2019 - P3 Guld för årets grupp, Guldmicken för årets liveakt och Årets låt med “Hon dansar vidare i livet”.[28]
- 2021 - P3 Guld för årets grupp, för albumet Montague.[29]